# Myza celebensis
El mielero chico de Célebes (Myza celebensis) es una especie de ave paseriforme de la familia Meliphagidae, endémica de la isla de Célebes en Indonesia. Se reconocen dos subespecies, Myza celebensis celebensis,  encontrada en las zonas montañosas del norte, centro y sureste de la isla, y Myza celebensis meridionalis que vive en montañas del sur.

## Descripción

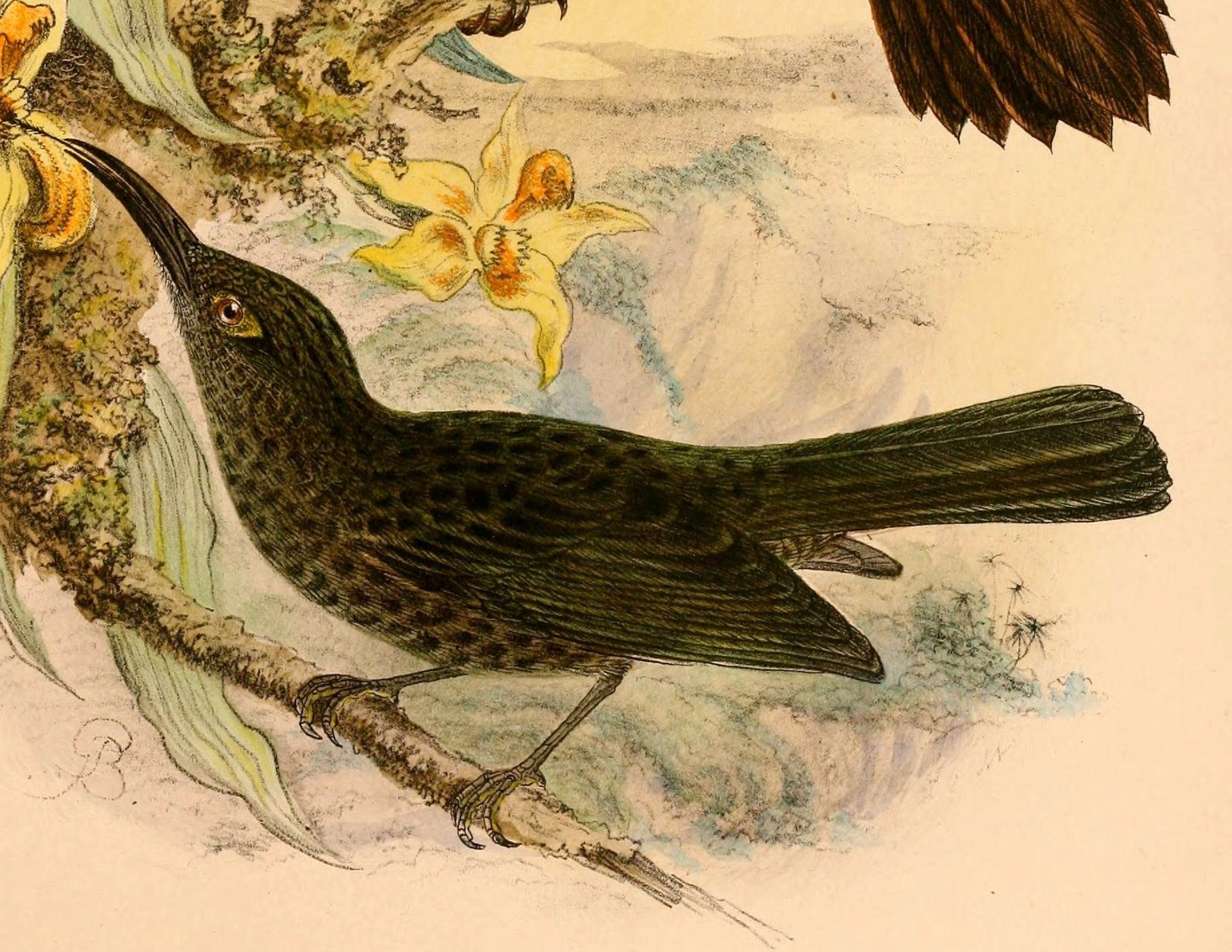
Ilustración de Myza celebensis celebensis Adolf Bernhard Meyer (1898).

Ambos sexos son similares en apariencia, pero los machos son más pesados que las hembras y tienen la cabeza, el pico, las alas y la cola más largas. Los machos adultos miden unos 17 cm de longitud y pesan unos 21 gramos en promedio. La cabeza y el cuello son de color gris u oliváceos veteados con marrón oscuro. El pico es de color oscuro, largo y curvado hacia abajo, y tiene un parche de piel desnuda de color amarillento alrededor de los ojos oscuros. La parte posterior, las alas y la cola son marrones con rayas de color marrón más oscuro y las partes inferiores también son marrones, pero menos rayadas que las partes superiores. La población del sur (la subespecie meridionalis), tiene una base de color más gris.

## Ecología
El mielero chico de Célebes se puede encontrar en bosques a elevaciones de 900 hasta 1,800 metros en el norte de la isla y hasta los 2500 metros en el sur. Se alimenta de las flores y es descrito como lanzándose rápidamente de una inflorescencia a otra en su búsqueda de néctar.

## Estado
Es común en las regiones montañosas de Célebes, en las que habita, y se estima que tiene área de distribución total de 42,100 kilómetros cuadrados. Esto significa que la UICN lo considera de «preocupación menor» ya que su rango y tamaño de población exceden los criterios de umbral para ser incluidos en una categoría más vulnerable. Uno de los lugares donde se puede ver esta ave es la reserva natural Gunung Ambang  en Célebes.